# NGC 2932
NGC 2932 (również ESO 261-**10) – grupa gwiazd znajdująca się w gwiazdozbiorze Żagla, klasyfikowana jako chmura gwiazd Drogi Mlecznej lub gromada otwarta. Odkrył ją John Herschel 3 marca 1837 roku. Znajduje się w odległości ok. 5 tys. lat świetlnych od Słońca oraz 28 tys. lat świetlnych od centrum Galaktyki.